# Frontifissia
Frontifissia is een geslacht van rechtvleugeligen uit de familie veldsprinkhanen (Acrididae). De wetenschappelijke naam van dit geslacht is voor het eerst geldig gepubliceerd in 1937 door Key.

## Soorten
Het geslacht Frontifissia omvat de volgende soorten:
- Frontifissia elegans Key, 1937
- Frontifissia laevata Dirsh, 1956